# Мунтень-Бузеу
Мунтень-Бузеу, Мунтені-Бузеу (рум. Munteni-Buzău) — комуна у повіті Яломіца в Румунії. До складу комуни входить єдине село Мунтень-Бузеу.
Комуна розташована на відстані 72 км на схід від Бухареста, 32 км на захід від Слобозії, 142 км на захід від Констанци, 120 км на південний захід від Галаца.

## Населення
За даними перепису населення 2002 року у комуні проживали 3867 осіб.
Національний склад населення комуни:
| Національність | Кількість осіб | Відсоток |
| -------------- | -------------- | -------- |
| румуни         | 3858           | 99,8%    |
| цигани         | 7              | 0,2%     |
| угорці         | 2              | 0,1%     |

Рідною мовою назвали:
| Мова      | Кількість осіб | Відсоток |
| --------- | -------------- | -------- |
| румунська | 3865           | 99,9%    |
| угорська  | 2              | 0,1%     |

Склад населення комуни за віросповіданням:
| Релігія     | Кількість осіб | Відсоток |
| ----------- | -------------- | -------- |
| православні | 3856           | 99,7%    |
| адвентисти  | 8              | 0,2%     |
| реформати   | 2              | 0,1%     |

## Зовнішні посилання
- Дані про комуну Мунтень-Бузеу на сайті Ghidul Primăriilor [Архівовано 24 лютого 2008 у Wayback Machine.]